# Avasi-Gymnasium
Das Avasi-Gymnasium (ungarisch Avasi Gimnázium) ist ein Gymnasium in Miskolc im Nordosten von Ungarn. Es befindet sich auf dem Avas, einem Berg, der der Namensgeber der Schule ist. Das Gymnasium nimmt am Projekt Schulen: Partner der Zukunft teil.

## Geschichte und Einrichtung
Die Schule eröffnete im Jahr 1987, doch erst nach 22 Jahren wurde das Gebäude so fertiggestellt, wie man es ursprünglich geplant hatte. Im Laufe der Jahre wurde der Theaterraum saniert und eine Schulbibliothek eingerichtet. Daneben gibt es Unterrichtsräume für Informatik und Kunsterziehung. 2008 wurde die Mensa renoviert. Durch Hilfe und Spenden der Bundesrepublik Deutschland konnte die Schule einen neuen Multimediaraum für Deutsch als Fremdsprache und Deutschsprachigen Fachunterricht einrichten.
Die Schule kann mit dem Linienbus, dem Auto oder dem Fahrrad erreicht werden.

## Klassen
Im Gymnasium lernen mehr als 700 Schüler in 23 Klassen. Sie werden von 65 Lehrern unterrichtet. In der zweisprachigen Klasse lernen die Schüler bestimmte Fächer wie Geschichte, Informatik, Biologie oder Landeskunde in einer Fremdsprache. In der Klasse gibt es einen deutsch-ungarischen und einen englisch-ungarischen Teil. Die Schüler legen eine zweisprachige Prüfung ab. In der anderen Klasse mit dem Schwerpunkt Fremdsprachenunterricht bekommen die Schüler fünf Jahre lang erweiterten Französisch- oder Deutschunterricht.

## Partnerschaften
Die Schule hat Partnerschulen in Simmern/Hunsrück (Herzog-Johann-Gymnasium), Aschaffenburg (Karl-Theodor-von-Dalberg-Gymnasium) und Münster. Aber auch in Finnland (Tampere) und in der Türkei (Istanbul) hat das Gymnasium Partnerschulen.